# تيري هاركن
تيري هاركن (بالإنجليزية: Terry Harkin)‏ هو لاعب كرة قدم بريطاني، ولد في 14 سبتمبر 1941 في ديري في أيرلندا الشمالية. شارك مع منتخب أيرلندا الشمالية تحت 23 سنة لكرة القدم ومنتخب أيرلندا الشمالية لكرة القدم. أما مع النوادي، فقد لعب مع بورت فايل وديري سيتي وشروزبري تاون وكارديف سيتي ونادي دوندالك ونادي ساوثبورت ونادي كرو ألكساندرا ونادي كوليرين ونوتس كاونتي.

## وصلات خارجية
- تيري هاركن على موقع قاعدة بيانات كرة القدم.إي يو (الإنجليزية)
- تيري هاركن على موقع ناشيونال فوتبول تيمز (الإنجليزية)